# Yendi
Yendi là một thị trấn ở vùng Bắc, Ghana. Theo thống kê năm 2012, dân số thị trấn là 52.008 người.

## Lịch sử
Vào tháng 3 năm 2002, một cuộc xung đột vũ trang đã xảy ra tại Yendi, khiến thủ lĩnh của dân tộc Dagomba cùng nhiều người khác thiệt mạng.

## Khí hậu
| Dữ liệu khí hậu của Yendi               | Dữ liệu khí hậu của Yendi | Dữ liệu khí hậu của Yendi | Dữ liệu khí hậu của Yendi | Dữ liệu khí hậu của Yendi | Dữ liệu khí hậu của Yendi | Dữ liệu khí hậu của Yendi | Dữ liệu khí hậu của Yendi | Dữ liệu khí hậu của Yendi | Dữ liệu khí hậu của Yendi | Dữ liệu khí hậu của Yendi | Dữ liệu khí hậu của Yendi | Dữ liệu khí hậu của Yendi | Dữ liệu khí hậu của Yendi |
| Tháng                                   | 1                         | 2                         | 3                         | 4                         | 5                         | 6                         | 7                         | 8                         | 9                         | 10                        | 11                        | 12                        | Năm                       |
| --------------------------------------- | ------------------------- | ------------------------- | ------------------------- | ------------------------- | ------------------------- | ------------------------- | ------------------------- | ------------------------- | ------------------------- | ------------------------- | ------------------------- | ------------------------- | ------------------------- |
| Trung bình ngày tối đa °C (°F)          | 34 (93)                   | 36 (97)                   | 37 (98)                   | 36 (96)                   | 33 (91)                   | 31 (88)                   | 29 (84)                   | 28 (83)                   | 29 (84)                   | 31 (88)                   | 33 (92)                   | 34 (94)                   | 37 (98)                   |
| Tối thiểu trung bình ngày °C (°F)       | 19 (67)                   | 22 (72)                   | 24 (75)                   | 23 (74)                   | 23 (73)                   | 22 (72)                   | 21 (70)                   | 21 (70)                   | 21 (69)                   | 21 (70)                   | 21 (69)                   | 21 (69)                   | 19 (67)                   |
| Lượng Giáng thủy trung bình mm (inches) | 2.5 (0.1)                 | 5.1 (0.2)                 | 25 (1.0)                  | 76 (3.0)                  | 100 (4.0)                 | 150 (6.0)                 | 180 (7.0)                 | 200 (8.0)                 | 200 (8.0)                 | 76 (3.0)                  | 2.5 (0.1)                 | 2.5 (0.1)                 | 1.030 (40.5)              |
| Nguồn: Myweather2.com                   |                           |                           |                           |                           |                           |                           |                           |                           |                           |                           |                           |                           |                           |

## Kinh tế
Khoảng 80% dân số Yendi phát triển nông nghiệp tự cung tự cấp. Các loại nông sản chính tại đây bao gồm ngô, kê và khoai. Thị trấn có khu chợ và một vài ngân hàng.

## Giao thông
Yendi có các tuyến đường quốc lộ số 2 và số 9 đi qua. Thị trấn cũng có một sân bay nhỏ.